# 釈迦 (筋肉少女帯の曲)
『釈迦』（しゃか）は、筋肉少女帯のメジャー1枚目のシングル。シングルカット元のアルバム『仏陀L』と1988年6月21日に同時発売された。
インディーズ時代から演奏されてきた筋肉少女帯の代表曲であり、ライブの定番曲でもある。

## 概要
筋肉少女帯がメジャーデビュー後に発売した唯一のシングルレコード盤であり、CD盤は出なかった。レコード盤としては異例にも1曲のみの収録で、B面には溝がなくツルツルの状態であった。シングル盤はすぐに廃盤となり、存在もあまり知られることはなかった。
1982年、大槻ケンヂと内田雄一郎が筋肉少女帯の前身である筋肉少年少女隊を結成した当時、大槻はJAGATARAのようなファンクバンドを志向していた。しかし、練習スタジオで大槻が内田にファンクを上手く説明できず、内田はディープ・パープルのような曲調として捉えた。このようなやり取りを経て生まれたのが『釈迦』であり、後に筋肉少女帯に加入した橘高文彦も本曲について「彼（内田）は（ディープ・）パープルごっこみたいな遊び方をしていたと思う」と語っている。
シングル盤は『仏陀L』収録バージョンと間奏部分のアレンジが微妙に異なっており、1993年に発売されたシングルベスト『筋少の大水銀』には「シングルバージョン」としてこの曲が収録されている。
インディーズ時代に発表された別テイクの『釈迦』（1984年）および『釈迦～とろろの脳髄』（1985年）は『筋肉少女帯 ナゴムコレクション』に収録された。また結成10周年の1992年にはメジャー盤を新録した『大釈迦』が発表された。

## 収録曲
- 釈迦
（作詞：大槻ケンヂ / 作曲：大槻ケンヂ, 内田雄一郎 / 編曲：筋肉少女帯）